# Lac Libanda
Lac Libanda eller lac Mabale är en sjö i Kongo-Kinshasa. Den ligger i provinsen Équateur, i den nordvästra delen av landet, 800 km nordost om huvudstaden Kinshasa. Lac Libanda ligger 339 meter över havet. Sundet Chenal de Bosesela eller Bosesera förbinder sjön med både Kongofloden i sydost och Ngiri i nordväst. Sjön är en rest av ett innanhav som täckte Cuvette centrale för 10 000 till 3 000 år sedan.